# Іст-Банк (Західна Вірджинія)
Іст-Банк (англ. East Bank) — місто (англ. town) в США, в окрузі Кенова штату Західна Вірджинія. Населення — 822 особи (2020).

## Географія
Іст-Банк розташований за координатами 38°12′55″ пн. ш. 81°26′39″ зх. д. / 38.21528° пн. ш. 81.44417° зх. д. (38.215322, -81.444140).  За даними Бюро перепису населення США в 2010 році місто мало площу 1,25 км², уся площа — суходіл.

## Демографія
Згідно з переписом 2010 року, у місті мешкало 959 осіб у 392 домогосподарствах у складі 287 родин. Густота населення становила 769 осіб/км².  Було 440 помешкань (353/км²).
Расовий склад населення:
| - 98,1 % — білих - 0,7 % — чорних або афроамериканців - 0,4 % — корінних американців - 0,1 % — азіатів |

До двох чи більше рас належало 0,6 %. Частка іспаномовних становила 0,3 % від усіх жителів.
За віковим діапазоном населення розподілялося таким чином: 20,9 % — особи молодші 18 років, 62,3 % — особи у віці 18—64 років, 16,8 % — особи у віці 65 років та старші. Медіана віку мешканця становила 45,2 року. На 100 осіб жіночої статі у місті припадало 94,5 чоловіків;  на 100 жінок у віці від 18 років та старших — 89,3 чоловіків також старших 18 років.
Середній дохід на одне домашнє господарство  становив 55 290 доларів США (медіана — 52 083), а середній дохід на одну сім'ю — 67 446 доларів (медіана — 62 188). За межею бідності перебувало 5,5 % осіб, у тому числі 2,3 % дітей у віці до 18 років та 5,0 % осіб у віці 65 років та старших.
Цивільне працевлаштоване населення становило 218 осіб. Основні галузі зайнятості: освіта, охорона здоров'я та соціальна допомога — 35,3 %, сільське господарство, лісництво, риболовля — 16,5 %, роздрібна торгівля — 8,3 %, публічна адміністрація — 6,9 %.